# مک‌کولوچ ام‌سی۴
مک‌کولوچ ام‌سی۴ (به انگلیسی: McCulloch MC-4) یک بالگرد دو روتور بود که توسط شرکت اره‌موتوری‌سازی مک‌کولوچ ساخته شد و نخستین پرواز خود را در سال ۱۹۴۸ میلادی انجام داد. حدوداً ۲۰ فروند از آن ساخته شد و در نیروی زمینی و دریایی ایالات متحده خدمت کرد. این بالگرد دارای یک عدد موتور فرانکلین با توان ۲۰۰ اسب بخار بود. شرکت سازنده این بالگرد امروزه در زمینه بالگردسازی فعالیت نمی‌کند و اره‌موتوری می‌سازد.

## مشخصات
ویژگی‌های عمومی
- خدمه: two
- طول: ۳۲ فوت ۰ اینچ (۹٫۷۵ متر)
- ارتفاع: ۹ فوت ۲ اینچ (۲٫۷۹ متر)
- وزن خالی: ۱٬۲۰۰ پوند (۵۴۴ کیلوگرم)
- وزن ناخالص: ۲٬۰۰۰ پوند (۹۰۷ کیلوگرم)
- پیشرانه: ۱ عدد  Franklin O-335-6 (6A4-200-C6) piston, 200 hp (147.1 kW)
- قطر روتور اصلی: ۲ عدد ۲۲ فوت ۰ اینچ (۶٫۷۱ متر)

عملکرد
- حداکثر سرعت: ۱۰۵ مایل بر ساعت (۱۶۸٫۹۸ کیلومتر بر ساعت، ۹۱ گره)
- بُرد: ۲۰۰ مایل (۳۲۱٫۸۶ کیلومتر، ۱۷۰ مایل دریایی)